# گاردن سیتی (نیویورک)
گاردن سیتی (به انگلیسی: Garden City) یک منطقهٔ مسکونی در ایالات متحده آمریکا است که در نیویورک واقع شده‌است. گاردن سیتی ۱۳٫۸ کیلومتر مربع مساحت و ۲۲٬۳۷۱ نفر جمعیت دارد و ۲۷ متر بالاتر از سطح دریا واقع شده‌است.

## خواهرخوانده
شهر کوبورگ خواهرخواندهٔ گاردن سیتی، نیویورک هست.